# پامپا

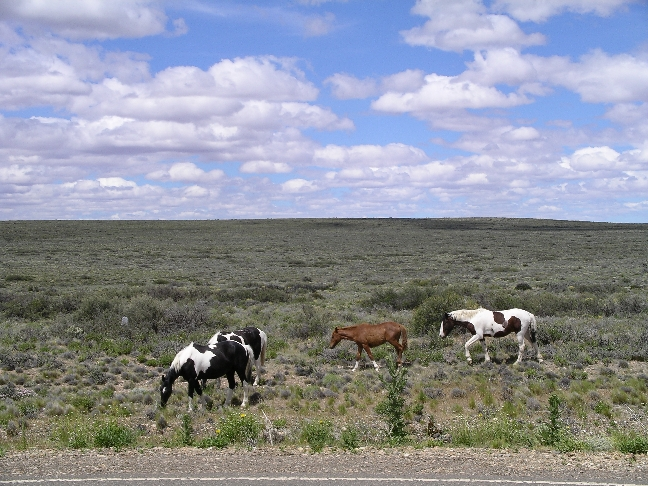
زمین‌های پامپا در گِرَن آلتیپلانیسی در آرژانتین.

پامپا (یا پامپاس) واژه‌ای اسپانیایی و به مفهوم علفزار معتدله‌ای در آمریکای جنوبی است که از رشته کوه‌های آند تا اقیانوس اطلس گسترده شده است. ناحیه پامپا جنوبی‌ترین بخش برزیل، کل کشور اروگوئه و بخش شرق مرکزی آرژانتین را دربرمی گیرد.
بخش غربی پامپا را پامپای خشک می‌نامند که بیابانی پهناور را دربرگرفته و بخش شرقی آن که مرطوب است را پامپای شرقی نام گذارده‌اند. پامپای شرقی دارای بارندگی زیاد و علف‌های بلند است و شباهت زیادی به استپهای روسیه دارد.
علف پامپاس بومی این منطقه است.